# Copris minutus
Copris minutus  (лат.) — вид пластинчатоусых жуков рода калоеды (Copris) из подсемейства Scarabaeinae. Неарктика.

## Описание
Пластинчатоусые жуки средних размеров. Длина тела 8—13 мм, блестящие, основная окраска чёрная. Голова несет длинный рог у обоих полов и имеет наличник с глубоким  надрезом. У этого вида 8 бороздок на надкрыльях. Активен с июля по сентябрь.
Вид был впервые описан в 1773 году под названием Scarabaeus minutus Drury, 1773.